# Кувекино
Кувекино — деревня в Новомосковском административном округе Москвы (до 1 июля 2012 года была в составе Ленинского района Московской области). Входит в состав района Троицк.

## Население
| 1859 | 1890 | 1899 | 1926 | 2002 | 2006 | 2010 |
| ---- | ---- | ---- | ---- | ---- | ---- | ---- |
| 237  | ↘223 | ↘160 | ↗199 | ↘30  | ↘4   | ↗97  |

Согласно Всероссийской переписи, в 2002 году в деревне проживало 30 человек (14 мужчин и 16 женщин). По данным на 2005 год в деревне проживало 4 человека.

## География
Деревня Кувекино находится в южной части Новомосковского административного округа, примерно в 31 км к юго-юго-западу от центра города Москвы и 14 км к юго-востоку от центра города Московский, на правом берегу впадающей в Десну реки Плесенки (бассейн Пахры).
В 5 км северо-западнее деревни проходит Калужское шоссе А130, в 8 км к востоку — Варшавское шоссе, в 12 км к юго-западу — Московское малое кольцо А107, в 13 км к северо-востоку — Московская кольцевая автодорога, в 7 км к востоку — линия Курского направления Московской железной дороги.
В деревне одна улица — Кувекинская. Ближайшие населённые пункты — деревни Евсеево и Андреевское.

## История
Название села, предположительно, произошло от некалендарного личного имени Кувека.
В 1614 году царь Михаил Фёдорович пожаловал село Кувекино протопопу Андрею, настоятелю Благовещенского собора Московского Кремля. В 1628 году село принадлежало протопопу Максиму Максимову. В патриарших окладных книгах 1628 года говорится: «за протопопом Благовещенского собора Максимом Максимовым, церковь Рождества Христова, придел Святителя Николая, древяна, строение протопопово. У церкви во дворе поп Иван Федоров, дьячок, пономарь, в селе двор протопопова брата Моисея Максимова, крестьян 18 дворов». По данным 1646 года, в селе была церковь Рождества Христова, «да храм Никола Чудотворец каменное строение, у церкви во дворе поп Михаил Григорьев, дьячок Иван Денисьев, крестьян 11 дворов». На тот момент село принадлежало Стефану Вонифатьеву, духовнику царя Алексея Михайловича. Затем село перешло к Никите Васильевичу, второму духовнику царя. В документах 1678 года говорится, что село Кувекино — «вотчина Благовещенского собора протопопа Никиты Васильева, в селе 34 двора крестьян». В 1704 году в селе было 36 крестьянских дворов.
В 1729 году вышел указ «о строении по челобитью Благовещенского собора протопопа его императорского величества духовника Якова Федоровича вместо деревянной церкви Рождества Христова да другой, малой каменной церкви Святителя Николая, разобрав те церкви, построить вновь церковь Рождества Христова да придел мученика Модеста, каменные». Из документов 1856 года известно, что та церковь имела белокаменную трапезную, которая была «по древности своей темна, сыра, в стенах трещины». В 1873—1880 годах на месте старой была построена новая каменная церковь святителя Николая по проекту архитектора Александра Карловича Лемана.
В «Списке населённых мест» 1862 года Кувякино (Кувекино) — казённое село 1-го стана Подольского уезда Московской губернии между Московско-Варшавским шоссе и Серпуховским трактом, в 9 верстах от уездного города и 30 верстах от становой квартиры, при реке Десне и колодцах, с 32 дворами, 2 православными церквями и 237 жителями (112 мужчин, 125 женщин).
По данным на 1899 год — село Десенской волости Подольского уезда с 160 жителями, была земская школа.
В 1913 году — 39 дворов, земское училище.
По материалам Всесоюзной переписи населения 1926 года — центр Кувекинского сельсовета Десенской волости Подольского уезда в 5,3 км от Калужского шоссе и 10,6 км от станции Щербинка Курской железной дороги, проживало 199 жителей (83 мужчины, 116 женщин), насчитывалось 42 крестьянских хозяйства, имелась школа.
В 1930-х годах сельская церковь была закрыта, а имущество вывезено. В середине 1990-х храм передали православной церкви, начались восстановительные работы.
1929—1946 гг. — населённый пункт в составе Красно-Пахорского района Московской области.
1946—1957 гг. — в составе Калининского района Московской области.
1957—1960, 1965—2012 гг. — в составе Ленинского района Московской области.
1960—1963 гг. — в составе Подольского района Московской области.
1963—1965 гг. — в составе Ленинского укрупнённого сельского района Московской области.
С 2012 г. — в составе города Москвы.